# Rittergut Grasdorf (Laatzen)
Das Rittergut Grasdorf war ein seit dem 19. Jahrhundert land- und forstwirtschaftlich genutztes Rittergut mit Herrenhaus und Garten in Grasdorf (Laatzen) in der heutigen Region Hannover.

## Geschichte
Der zur Zeit des Königreichs Hannover im Jahr 1862 auf dem Gut Burg wirkende August Anton Rehse, der auch auf dem Gut Heitlingen tätig war, gründete etwa um das Jahr 1870 das Gut Grasdorf. Dort ließ er einen massiven Gebäudekomplex errichten, der einen Hof vollständig umschloss. Das Hofinnere wurde mit Rasenflächen und Blumenbeeten geschmückt.
1889 kaufte der Rittmeister Waldemar von Alten, der auch das Rittergut Großgoltern besaß, das Gut Grasdorf. Im Jahr 1912 wurde es wie folgt beschrieben: „Das Rittergut Grasdorf liegt im Fürstentum Calenberg, im Kreis- und Amtsgerichtsbezirk Hannover, im Kirchspiel Grasdorf. Poststation ist Grasdorf, nächste Eisenbahnstation Rethen an der Leine. Das Gut hat eine Größe von 28 ha. Davon sind 20 ha Ackerland und Gärten, 2 ha Wiesen und 4 ha Holzungen. Die Ländereien werden durch Einzelverpachtung genutzt. Herrenhaus und Garten sind vermietet.“
Der 1912 in Berlin wohnende Waldemar von Alten, Fideikommissherr auf Großgoltern, bot zu Beginn des Ersten Weltkrieges im November 1914 sein auf dem unbewohnten Gut Grasdorf untergebrachtes und auf 14 Regalmeter geschätztes Hausarchiv der Familie Alten-Großgoltern dem damaligen Hauptstaatsarchiv Hannover als Depositum an und ergänzte anschließend das bereits deponierte Archiv von Alten-Wilkenburg und das gesamte Archiv des Adelsgeschlechtes von Alten.
Unterdessen bewarb schon ab 1913 die Samengroßhandlung Carl Wilh. Runde die eigenen auf Gut Grasdorf und dem Rittergut Hülsede bei Hülsede gezogenen Sämereien und Pflanzenkulturen.

## Archivalien
Archivalien von und über das Rittergut Grasdorf finden sich beispielsweise
- im Niedersächsisches Landesarchiv (Standort Hannover), Untergliederung Hann. 72 Hannover Amtsgericht , als Akte unter dem Titel Rehse, August Anton, Gutsbesitzer, Grasdorf
  - für die Laufzeit 1867: Archivsignatur NLA HA Hann. 72 Hannover Nr. 1805 (alte Signatur VII 356)[4]
  - für die Laufzeit 1867 bis 1875, Archivsignatur NLA HA Hann. 72 Hannover Nr. 1806 (alte Signatur VII 357)[4]